# Alberto Schwarz
Alberto Schwarz (* 7. April 1951 in Chemnitz) ist ein deutscher Denkmalpfleger und Autor.

## Leben
Alberto Schwarz besuchte von 1966 bis 1970 die Erweiterte Oberschule in Flöha. 
1973 nahm er ein Studium an der Karl-Marx-Universität Leipzig auf. Nach einem Jahr Studium in der Richtung Lehrerausbildung, Fachkombination Kunsterziehung und Geschichte, wechselte er in die Kunstwissenschaft über. 1979 legte er das Diplom mit „sehr gut“ ab. 
An der Universität als wissenschaftlicher Assistent im Fachbereich Kunstwissenschaften verbleibend, schloss er 1983 seine Promotion auf dem Gebiet der byzantinischen und mittelalterlichen Kunst mit summa cum laude ab.
1984/85 hatte Schwarz eine Anstellung in der Nationalen Forschungs- und Gedenkstätte der klassischen Literatur in Weimar. In dieser Zeit arbeitete er als wissenschaftlicher Mitarbeiter in der Arbeitsgruppe Kustodie, an der Erstellung der Konzeption für das neue Schillermuseum, das 1988 eröffnet wurde.
Ab 1985 durchlief er verschiedene Leipziger Institutionen auf dem Gebiet der Denkmalpflege.
1992 erfolgte seine Berufung an das Landesamt für Denkmalpflege Sachsen in Dresden. Dort wirkte er als Gebietsreferent für Leipzig und den Landkreis Delitzsch (Nordsachsen).
Im Rahmen dieser Tätigkeit, aber auch nach dem Renteneintritt, leistete Schwarz eine umfangreiche Öffentlichkeitsarbeit mit Vorlesungen, Vorträgen und einer Vielzahl Publikationen von Beiträgen in Fachzeitschriften, aber auch dem Verfassen von Büchern.

## Veröffentlichungen
- Architektur und Gesellschaft von Kaiser Konstantin bis zu Kaiser Karl dem Großen, Edition, Leipzig 1989 (Dissertation), ISBN 3-361002540.
- Weimar – Berühmte Kunststätten, E.A. Seemann Verlag, Leipzig 1993, ISBN 978-3-00582-0.
- (zusammen mit Sabine Hocquél-Schneider u. Brunhild Vollstädt) Das Gohliser Schlösschen zu Leipzig, Edition, Leipzig 2000, ISBN 3-361-00511-6.
- (zusammen mit Peter Franke) Leipzig – Dekorative Wandmalereien in Bürgerhäusern, Edition, Leipzig 2000, ISBN 978-3-361-00524-2.
- (zusammen mit Henriette Kranstöver) Sahlis und Rüdigsdorf im Kohrener Land, Sax-Verlag, Beucha 2005, ISBN 978-3-934544-73-4.
- (Hg. Benita Goldhahn) Schloss und Herrschaft Püchau, Sax-Verlag, Beucha 2007, ISBN 978-3-934544-95-6.
- Das Alte Leipzig – Stadtbild und Architektur, Sax-Verlag, Beucha-Markkleeberg 2018, ISBN 978-3-86729-226-9.
- Leipzig um 1850 – ein Gang durch die Stadt, Sax-Verlag, Beucha-Markkleeberg 2021, ISBN 978-3-86729-277-1

## Mitarbeit
- (Hg.) Schlösser um Leipzig, E.A. Seemann Verlag, Leipzig 1993, ISBN 3-363-00601-2.
- (Hg. Volker Rodekamp) Das Alte Rathaus zu Leipzig, DZA Druckerei, Altenburg 2004, ISBN 3-936300-11-9.